# Duenos-felirat

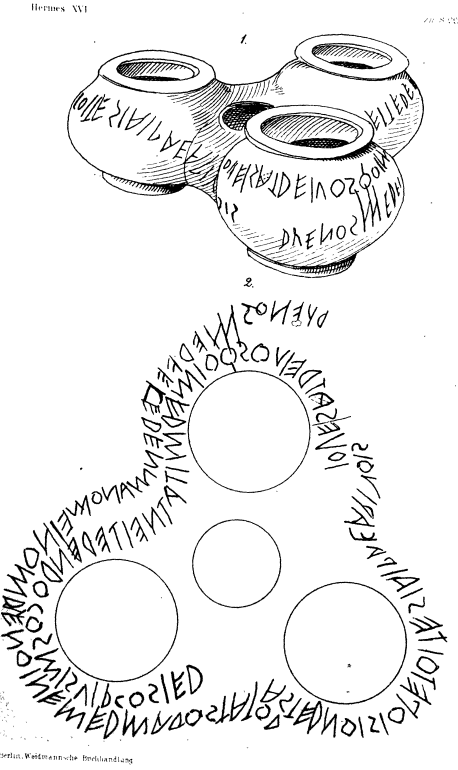
A Duenos-váza és a felirat Dressel lejegyzésében (1881)

A Duenos-felirat egyike a legkorábbi latin nyelvemlékeknek, a legelfogadottabb datálás szerint a Kr. e. 6. század első feléből való (még pontosabban 575–550 körülről). A felirat egy vázán maradt ránk, a korának megállapítását tehát többek között az a körülmény is segíti, hogy a szöveget a kiégetés előtt írták rá. A leletre Heinrich Dressel német régész és epigráfus bukkant 1880-ban Rómában, a Quirinalis-dombon végzett ásatásai alkalmával. A váza (kernos) a berlini Staatliche Museen gyűjteményében található (leltári száma no. 30894,3).
A feliratot jobbról balra, három sorban karcolták a vázára, a szöveg tagolása nélkül. A szöveg értelmezését a tagolás hiánya, illetve egyes betűk értelmezésének problémái nehezítették meg.

## Keletkezése
A feliratot karcolták a vázára, mégpedig valószínűleg fölé hajolva, úgy, hogy a három edénykéből összekapcsolt váza felületén körbe forogva halad az írás, tehát bármelyik irányból nézzük, egy része mindig fejjel lefelé látszik. Ennek az elrendezésnek nem sikerült speciálisabb magyarázatot találni. A váza és a felirat közös értelmezésének egyik legnagyobb nehézsége éppen az, hogy a tárgy rendeltetése nem állapítható meg biztosan.

## Szövege
A háromsoros felirat szövege a mai tudományos konszenzus szerint a következőképpen olvasandó (a feliraton a szavak határa nincs jelölve):
A szöveg tagolására nézve szerencsés körülmény, hogy a sorok egymástóli elhatárolásának láthatóan nem praktikus oka volt (azaz nem a helyhiány), tehát többé-kevésbé értelmi funkciója kell legyen. Ennek megfelelően a három sort külön-külön egységként (mondatként, tagmondatként) szokás értelmezni, a sorokon belül pedig szorosabb egységet szokás feltételezni a szintagmák között – például az első sorban. A harmadik sor a formula-jellegének köszönhetően viszonylag jobban elkülönül, tehát a végső értelmezésben szorosabb egységet általában az első két sor alkot.

## Értelmezése
Egyes kísérletek verses szöveget véltek kiolvasni a feliratból, és az értelmezésben ezzel kapcsolatos prekoncepciókból indultak ki. A mai értelmezési konszenzus a prózára szavaz, egyrészt mert a scriptio continua (tagolás nélküli írás) miatt a szóhatárok bizonytalanok, másrészt mert a metrumok a szótaghosszúsággal kapcsolatos nehézségek miatt nem bizonyíthatóak.

### Az első sor
Az első sor ma elfogadottnak tekinthető tagolása tagolása és közelítő fordítása a következő – 1) első sor a valószínű tagolás a valószínű hosszúság jelölésével, 2) a második a felirat aranykori nyelvre átültetett változata, 3) a harmadik a fordítási javaslat:
Az első sor értelmezésének legfontosabb lépését Grienbergernek köszönhetjük. Ő 1900-ban publikálta azt a javaslatát, hogy a IOVESAT forma iurat-ként értelmezendő. Korábban az E és S közötti vonalkát I-nek olvasták, és így a sor elején a feltételezett IOVEI alapján Iuppiter, Saturnus, sőt Veiovis isten nevét, nevének rövidítését „fedezték fel”. Grienberger ötletének alátámasztására az 1899-ben feltárt Forum-felirat iovestod (klasszikus formában: iusto) alakja szolgált.
- Iovesāt deivos • a nyitó ige vonzata tehát a DEIVOS többes tárgyesete, ez a szerkesztés a klasszikus kori iurare per + accusativus („esküszöm a …-re”) formulának felel meg jelentésben.
- qoi mēd mitāt • a IOVESAT alanya a QOI MED MITAT alanyi mellékmondatból derül ki. Ennek az állítmánya feltétlenül indicativusban áll, tehát egy mitāre igét kell feltételezni, aminek ilyen alakja előállhat a ragozás során (etimológiája és jelentése erősen vitatott, erről lásd alább a mitat-nak szentelt bekezdést).
- tēd endō • posztpozíciós szerkesztés, az aranykori megfelelője: in te, ez a COSMIS (klasszikus: comis) mellett absztrakt helyhatározó.
- cosmis • a mondat állapothatározója, a VIRCO (virgo) alanyra vonatkozik és a SIED (sit) állítmányhoz tartozik.
- sied • mindenképpen coniunctivus praesens imperfectum singularis 3. személy, de az már kérdéses, hogy vajon potentialisnak (feltételt jelölőnek) tekintendő-e, vagy másképpen kell magyarázni a coniunctivust. Ez attól függ, hogy a mellékmondatot nyitó kötőszót, a NEI-t hogyan értelmezzük.
- nei • a NEI nem lehet a nē tiltó módosítószó ólatin alakja, mert azt a harmadik sorban NE alakban látjuk, tehát a kötőszó csakis az aranykori nī megfelelője lehet: ez pedig lehet egyrészt feltételes kötőszó, másrészt célhatározói mondat tagadó kötőszava. Az utóbbi esetben az egész tagmondat a IOVESAT DEIVOS-tól függene, és a szokásos „esküszik az istenekre” jelentése helyett a jelentése nagyjából „esküvel kéri az isteneket, [hogy ne – ti. legyen a lány kedves hozzád]”. Ez a jelentés viszonylag ritka, nagyobb a valószínűsége tehát a feltételes kötőszónak. Ez az értelmezés a tagmondat pontosabb függését nem határolja be a másik két tagmondathoz képest.
- mitāt • a MITAT etimológiája és jelentése erősen vitatott.
  - Jó ideig tartotta magát a haplográfiás tévesztés ötlete (hogy tudniillik a felirat készítője a két hasonló betű közül egyet lehagyott), és a mittat (mittere: „küldeni”) coniunctivusát látták bele. Ezt a megoldást azonban kizárja, hogy a szöveg egyértelműen őrzi a primér és szekundér személyvégződéseket (IOVESAT T-je szemben SIED és FECED alakok D-jével), tehát az itteni -t is csak indicativusi alak lehet, arról nem is beszélve, hogy a coniunctivusi állítmány mondattani értelmezése is nehéz volna.
  - Ehelyett célszerűnek tűnik feltételezni egy mitare igét, ami egyébként egy Tiburból előkerült talapzat feliratán is megtalálható (hoi med mitat kauios…), de a további bizonytalanságok miatt a jelentését nem tudjuk bizonyossággal megállapítani ennek a joggal feltételezhető igének. A tiburi felirat nyilvánvalóan egy tárgyra vonatkozik, ami a talapzaton állhatott, de sajnos nem maradt fenn. Agostiniani szerint a mitare jelölte cselekvés a hoi (= hic) adverbiuma olyan cselekvést kell jelöljön, ami helyben zajlik, valamilyen felajánlási forma lehet. Tárgyi bizonyíték azonban ehhez nincs. A feltételezett mitare igét a legtöbb magyarázó a mūtuus, mūtare, mūnus szavakkal rokonítja, és feltételez egy i ~ oi (>ū) ablautváltakozást , de már a jelentést illetően a legkülönfélébb álláspontokon vannak a „cserél”-től a „megfordít”-on át az „elad”-ig.
  - Egy másik ötlet, hogy a mittere (< *meitere) párjának tekintik, mint ahogy párt alkotnak a dicere/dicare alakok (az utóbbi jelentése „intenzívebb” a „simán” mondást jelentő dicere alaknál), a jelentése pedig a mitteréhez képest „küld, felajánl” lenne.
  - Flobert az első etimológiát támogatja, és a szónak „ajándékba ad” jelentést tulajdonít, szerinte az ige jelentésfejlődése valamiféle „viszontajándékozás” jelentést mutat. A második etimológiát támogatók szerint is fel lehet tenni a mitterének egy ilyen „ajándékba küld” mellékértelmet.

### A második sor
A második sornak máig nincs biztos, de még csak valószínű értelmezése sem. A nehézségekkel kapcsolatban felmerült sokféle magyarázat már. Felhozták azt a lehetőséget például, hogy a sorban értelmetlen szavak lehetnek, ahogyan az átoktáblákon, varázsszövegekben megfigyelhető. Ennek azonban ellentmondani látszik, hogy a szövegben nincs olyan „nyelvi antistruktúra”, ami a normál nyelvi szerveződésnek ellentmondana (ilyen lehet például egy valószínűtlen ismétlés, fonológiailag kizárt hangkapcsolódások stb.). A másik, a kutatás számára „zsíros” lehetőség, ha feltételezzük, hogy a szövegben javítatlanul hagyott eredeti hiba maradt, és ezt az értelmezés sikere érdekében meg kell kísérelni javítani.
Javításról érthető okokból csak nagyon körültekintően és óvatosan lehet szó, mert itt a legnagyobb az önkényesség veszélye, és mert nincs az a kutató, aki nyelvi kompetencia tekintetében felvehetné a versenyt a felirat ólatin kori lejegyzőjével. Ez az elvi nehézség, de van egy ennél konkrétabb kétség is a javítás jogosságával kapcsolatban: a feliraton a készítő által gondosan javított hibák nyomait találták, ami még kevésbé teszi valószínűvé, hogy komoly hibát (pláne több hibát) javítatlanul hagyott volna.
A második sor értelmezési nehézségeivel kapcsolatban felmerült az a lehetőség is, hogy olyan szavak szerepelnek a feliraton, amelyek később kiszorultak a nyelvből. Ez a helyzet kétségtelenül például a 3. sor manus szavával, de ott ókori szótárkészítőktől és grammatikusoktól ránk maradt adat segít: szerintük a manust a „régiek” bonus („jó”) értelmében használták. Lehetséges az is, hogy olyan ólatin kori nyelvi jelenségekkel akad dolgunk, amikre későbbi utalás nincs. Ilyenkor helyénvaló az óvatos rekonstrukció. Ez az eset például a feltételezett *-tā-tővel, ami ’lopni’ jelentésben állna a felirat utolsó szavában Rix értelmezése szerint (az összehasonlító felirati anyag ezt az elképzelést támogatja). Elképzelhető lenne tehát, hogy a második sorban több ismeretlen, utóbb kiveszett szóval állunk szemben, és ezeket rekonstruálni kellene, csakhogy a TATOD esetében a szó vége teljesen biztos, az elején is csak két lehetőség közül választhatunk (STA- és TA-) – a -tōd ráadásul egyértelműen imperativusi végződés –, ilyen fogódzó viszont a második sorban nem kínálkozik, ezért azt több magyarázó is tagolatlanul hagyja az értelmezésében.

### A harmadik sor
A harmadik sor a felirat legbiztosabban értelmezhető része, feltehető tagolása és fordítása a következő – 1) első sor a valószínű tagolás a valószínű hosszúság jelölésével, 2) a második a felirat aranykori nyelvre átültetett változata, 3) a harmadik a fordítási javaslat:
A szövegezés a sor mindkét felében (kettősponttal elválasztva) itáliai feliratokról jól ismert formulákat idéz, némileg átalakítva és kibővítve:
- duenos mēd fēced…duenōi • az első mondatban egy szerkezetet ismerhetünk fel, melynek gerince a facio („csinál, készít”) ige, a váza készítőjének a személyét kapcsolja össze azzal, akinek készült (mindkettőt nemes egyszerűséggel duenos – klasszikus formájában bonus –, azaz „jó ember” névvel illeti, innen a felirat neve is).
- mēd…mēd • a váza egyes szám első személyben beszél saját magáról, amint az a „beszélő feliratok” szokása (a terminus Agostinianitól származik), perszonifikálódik, kétségkívül archaikus mágikus rítusok szövegei nyomán.
- nē mēd malos tatōd • a sor második felében olvasható óvó-védelmező mágikus formula szintén ismerős más feliratokról is, a váza azon óhaját fogalmazza meg ugyancsak egyes szám első személyben, hogy csakis arra érdemes birtokos kezére jusson.

## Megjegyzés
Az ó-latin "duenos" a klasszikus latin bonus szó ("jó") megfelelője, csakúgy, mint a bellum ("háború"), amely az ólatin "duellum"-ból származik. Egyes nyelvészek szerint azonban a "Duenos" személynév, nem pedig melléknév.
A Duenos-felirat mellett a Praenestei fibula feliratát tartják az egyik legkorábbi latin nyelvemléknek, mivel a Kr. e. 7. századra datálták. 1980-ban Margherita Guarducci olasz epigráfus közzétett egy tanulmányt, amelyben azt állította, hogy a Praenestei fibula hamisítvány, amelyet Francesco Martinetti műkereskedő és a feliratot közzétevő Wolfgang Helbig régész közösen készítettek. A fibula 1887-es bemutatása Guarducci szerint mindkét férfi karrierjének előmozdítását szolgálta. Azonban Guarducci nem szolgáltatott közvetlen bizonyítékokat, míg Edilberto Formigli és Daniela Ferro olasz kutatók optikai, fizikai és kémiai elemzések után arra a következtetésre jutottak 2011 júliusában, hogy a fibula feltehetően eredeti és a felirat valóban a Kr.e. 7. századból származik.